# Slingeväxter
Slingeväxterna (Haloragaceae) är en familj slingrande trikolpater som omfattar cirka 120 arter fördelade på nio släkten.
Familjen är spridd över hela jordens tempererade och subtropiska delar, företrädesvis söder om ekvatorn. Blommorna är oansenliga, översittande, samkönade eller skildkönade, aktinoimorfa, vanligen fyrtaliga. Frukten är nöt eller stenfrukt. Hit hör slingesläktet (Myriophyllum), som är det enda i Europa förekommande släktet. Tidigare räknades även gunnerasläktet (Gunnera) till denna familj, men den har flyttats till gunneraväxterna (Gunneraceae).
I Sverige återfinns fyra arter.